# Cyathea pilulifera
Cyathea pilulifera är en ormbunkeart som beskrevs av Edwin Bingham Copeland. Cyathea pilulifera ingår i släktet Cyathea och familjen Cyatheaceae. Inga underarter finns listade.